# Vertigo modesta
Vertigo modesta är en snäckart som först beskrevs av Thomas Say 1824.  Vertigo modesta ingår i släktet Vertigo och familjen puppsnäckor. Inga underarter finns listade i Catalogue of Life.